# Тианетская и Пшав-Хевсурская епархия
Тианетская и Пшав-Хевсурская епархия (груз. თიანეთისა და ფშავ-ხევსურეთის ეპარქია) — епархия Грузинской православной церкви на территории Тианетского и части Душетского муниципалитетов.

## История
18 августа 2003 году на заседании Священного Синода Грузинской православной церкви, состоявшемся в кафедральном соборе Урбниси, на базе части территорий Цилканской и Алавердской епархий была создана Тианетская и Пшав-Хевсурская епархия.

## Епископы
- 28 августа 2003 — 27 июня 2005 — Иегудиил (Табатадзе)
- 27 июня 2005 — 11 октября 2013 — Фаддей (Иорамашвили)
- c 20 октября 2013 года — Михаил (Габричидзе)